# James W. Horne
Pour les articles homonymes, voir James Horne et Horne.
James W. Horne est un réalisateur, scénariste et acteur américain né le 14 décembre 1881 à San Francisco, aux États-Unis, mort le 29 juin 1942 à Hollywood, en Californie.
Il est inhumé au Forest Lawn Memorial Park à Glendale.

## Biographie
À partir de 1929, il rejoint l'équipe des studios Hal Roach où il tourne notamment plusieurs films de court métrage avec le duo Laurel et Hardy. 

## Filmographie

### Comme réalisateur
- 1913 : The Substituted Jewel
- 1915 : The Girl Detective

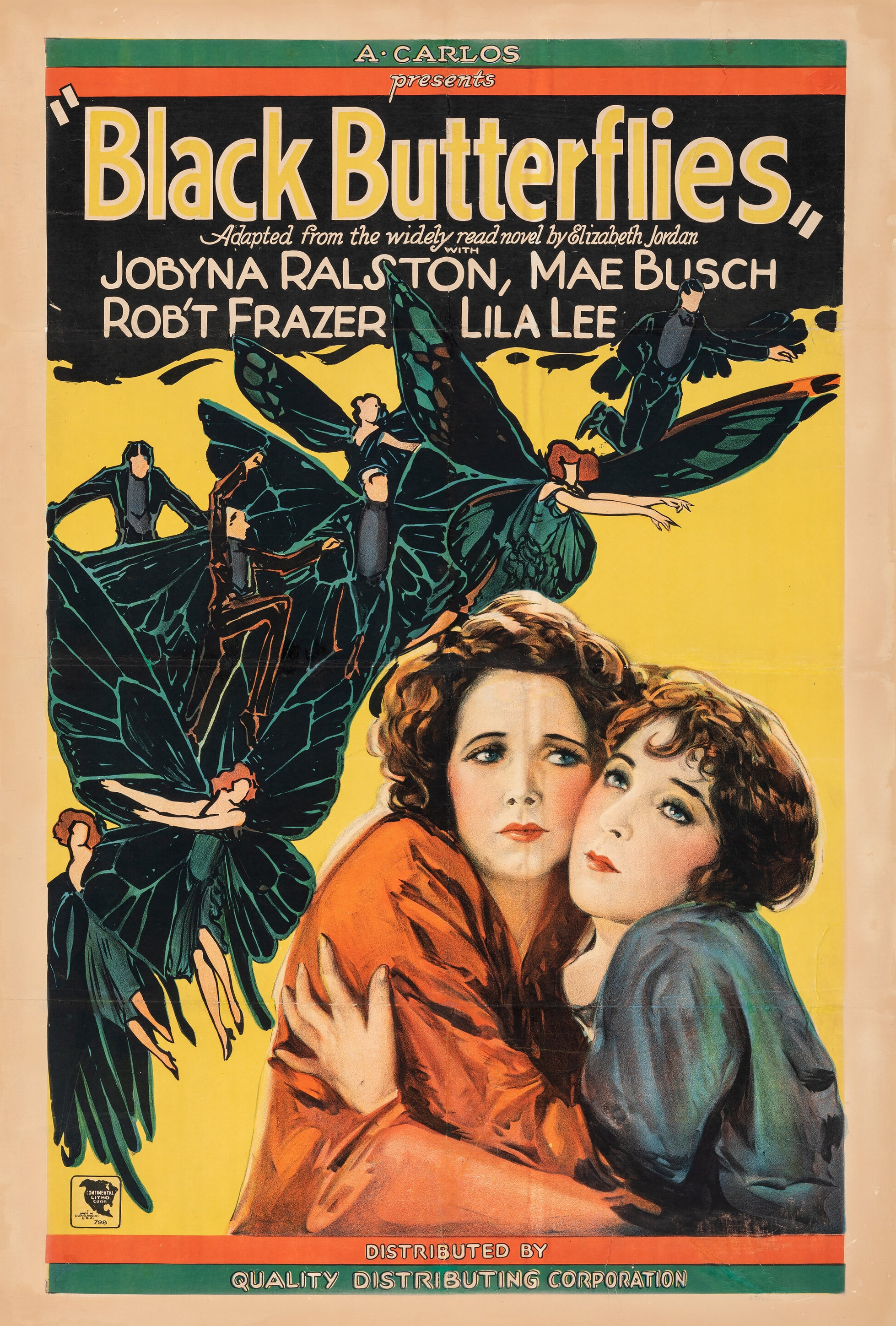
Black Butterflies (1928).

- 1915 : The Affair of the Deserted House
- 1915 : The Apartment House Mystery
- 1915 : The Disappearance of Harry Warrington
- 1915 : The Mystery of the Tea Dansant
- 1915 : Old Isaacson's Diamonds
- 1915 : Jared Fairfax's Millions
- 1915 : Following a Clue
- 1915 : The Trap Door
- 1915 : The Diamond Broker
- 1915 : The Writing on the Wall
- 1915 : Social Pirates
- 1915 : The Thumb Prints on the Safe
- 1915 : The Voice from the Taxi
- 1915 : Mike Donegal's Escape
- 1915 : The Tattooed Hand
- 1915 : The Clairvoyant Swindlers
- 1915 : Scotty Weed's Alibi
- 1915 : The Closed Door
- 1915 : The Figure in Black
- 1915 : The Vivisectionist
- 1915 : The Accomplice
- 1915 : The Frame-Up
- 1915 : The Strangler's Cord
- 1915 : Mysteries of the Grand Hotel
- 1915 : The Disappearing Necklace
- 1915 : The Secret Code
- 1915 : The Riddle of the Rings
- 1915 : The Barnstormers
- 1915 : A Double Identity
- 1915 : The False Clue
- 1915 : When Thieves Fall Out
- 1915 : Under Oath
- 1915 : The Wolf's Prey
- 1915 : The Man on Watch
- 1915 : The Man in Irons
- 1915 : The Dream Seekers
- 1915 : The Pitfall
- 1915 : Stingaree
- 1916 : The Corsican Sisters
- 1916 : The Girl from Frisco
- 1916 : The Fighting Heiress
- 1916 : The Turquoise Mine Conspiracy
- 1916 : The Oil Field Plot
- 1916 : Tigers Unchained
- 1916 : The Ore Plunderers
- 1916 : The Treasure of Cibola
- 1916 : The Gun Runners
- 1916 : A Battle in the Dark
- 1916 : The Web of Guilt
- 1916 : The Reformation of Dog Hole
- 1916 : The Yellow Hand
- 1916 : The Harvest of Gold
- 1916 : The Son of Cain
- 1916 : The Witch of the Dark House
- 1916 : The Mystery of the Brass Bound Chest
- 1916 : The Fight for Paradise Valley
- 1916 : Border Wolves
- 1916 : The Poisoned Dart
- 1916 : The Stain of Chuckawalla
- 1916 : On the Brink of War
- 1917 : The American Girl
- 1917 : The Black Rider of Tasajara
- 1917 : The Pot o' Gold
- 1917 : Sagebrush Law
- 1917 : Bull's Eye
- 1918 : Hands Up!
- 1919 : The Midnight Man
- 1920 : The Third Eye
- 1920 : Occasionally Yours
- 1921 : La Cloche d'airain (The Bronze Bell)
- 1922 : Dangerous Pastime
- 1922 : Don't Doubt Your Wife
- 1922 : The Forgotten Law
- 1922 : The Hottentot
- 1923 : Can a Woman Love Twice?
- 1923 : The Sunshine Trail
- 1923 : A Man of Action
- 1923 : Itching Palms
- 1923 : Blow Your Own Horn
- 1924 : Hail the Hero
- 1924 : Alimony
- 1924 : The Yankee Consul
- 1924 : In Fast Company
- 1924 : American Manners
- 1924 : Stepping Lively
- 1924 : Laughing at Danger
- 1925 : Youth and Adventure
- 1925 : Whose Baby Are You?
- 1925 : Thundering Landlords
- 1925 : Daddy Goes a Grunting
- 1925 : Madame Sans Jane
- 1925 : There Goes the Bride
- 1925 : Somewhere in Somewhere
- 1925 : Laughing Ladies
- 1926 : Wife Tamers
- 1926 : Scared Stiff
- 1926 : Don Key (Son of Burro)
- 1926 : Kosher Kitty Kelly
- 1926 : Cruise of the Jasper B (en)
- 1927 : Sportif par amour (College), réalisé avec Buster Keaton
- 1928 : Black Butterflies
- 1928 : The Big Hop
- 1929 : Going Ga-ga
- 1929 : Off to Buffalo
- 1929 : Thin Twins
- 1929 : Œil pour œil (Big Business)
- 1930 : El Príncipe del dólar
- 1930 : Garde la bombe
- 1930 : Chercheuses d'or
- 1930 : Una Cana al aire
- 1930 : Whispering Whoopee
- 1930 : When the Wind Blows
- 1930 : Fifty Million Husbands
- 1930 : The King
- 1930 : Fast Work
- 1930 : Girl Shock
- 1930 : Locuras de amor
- 1930 : Dollar Dizzy
- 1930 : Looser Than Loose
- 1930 : High C's
- 1931 : Drôles de bottes (Be Big!)
- 1931 : Thundering Tenors
- 1931 : Quand les poules rentrent au bercail (Chickens Come Home)
- 1931 : El Alma de la fiesta
- 1931 : Le Bon Filon (Laughing Gravy)
- 1931 : Los Calaveras
- 1931 : Politiquerías
- 1931 : Our Wife
- 1931 : Toute la vérité (Come Clean)
- 1931 : Laurel et Hardy campeurs (One Good Turn)
- 1931 : Les Deux Légionnaires (Beau Hunks)
- 1932 : The Tabasco Kid
- 1932 : Love Pains
- 1932 : Stan boxeur (Any Old Port!)
- 1932 : Red Noses
- 1932 : Union Wages
- 1932 : Yoo-Hoo
- 1932 : Hesitating Love
- 1932 : Lights Out
- 1932 : Oh! My Operation
- 1933 : Hunting Trouble
- 1933 : The Trail of Vince Barnett
- 1933 : Alias the Professor
- 1933 : Pick Me Up
- 1933 : Mister Mugg (en)
- 1933 : A Quiet Night
- 1933 : His First Case
- 1933 : Gleason's New Deal
- 1933 : Warren Doane's Brevities
- 1933 : Open Sesame
- 1933 : Out of Gas
- 1933 : Pie for Two
- 1933 : Meeting Mazie
- 1934 : Palsie Walsie
- 1934 : A Trifle Backward
- 1934 : Where's Elmer?
- 1934 : Full Coverage
- 1934 : Heartburn
- 1934 : Born April First
- 1934 : Ceiling Whacks
- 1934 : Beau Bashful
- 1934 : Good Time Henry
- 1934 : Just We Two
- 1934 : Pleasing Grandpa
- 1934 : Financial Jitters
- 1934 : Picnic Perils
- 1934 : Perfectly Mismated
- 1934 : Sterling's Rival Romeo
- 1934 : Henry's Social Splash
- 1935 : His Old Flame
- 1935 : Father Knows Best
- 1935 : I'm a Father
- 1935 : Old Age Pension
- 1935 : Qui dit mieux ? (Thicker Than Water)
- 1935 : There Ain't No Justice
- 1935 : Bons pour le service (Bonnie Scotland)
- 1935 : Hot Money
- 1936 : La Bohémienne (The Bohemian Girl)
- 1937 : Laurel et Hardy au Far-West (Way Out West)
- 1937 : All Over Town (en)
- 1938 : Zorro l'homme-araignée (The Spider's Web)
- 1939 : Les policiers de l'air (en) (Flying G-Men)
- 1940 : Le Fantôme du cirque (The Shadow)
- 1940 : Terry and the Pirates
- 1940 : Deadwood Dick (en)
- 1940 : The Green Archer
- 1941 : White Eagle
- 1941 : The Spider Returns
- 1941 : The Iron Claw
- 1941 : Holt of the Secret Service
- 1942 : Captain Midnight
- 1942 : Perils of the Royal Mounted (en)

### Comme scénariste
- 1931 : Les Deux Légionnaires (Beau Hunks)
- 1915 : Stingaree
- 1932 : Who, Me?
- 1932 : Hesitating Love
- 1933 : Family Troubles
- 1933 : Rock-a-Bye Cowboy
- 1933 : Hunting Trouble
- 1933 : Should Crooners Marry
- 1933 : The Trail of Vince Barnett
- 1933 : Alias the Professor
- 1933 : Pick Me Up
- 1933 : Mister Mugg (en)
- 1933 : A Quiet Night
- 1933 : His First Case
- 1933 : Gleason's New Deal
- 1933 : Warren Doane's Brevities
- 1933 : Stung Again
- 1933 : Open Sesame
- 1933 : Not the Marrying Kind
- 1933 : Pie for Two
- 1934 : Palsie Walsie
- 1934 : A Trifle Backward
- 1934 : Full Coverage
- 1934 : Heartburn
- 1934 : Born April First
- 1934 : Ceiling Whacks
- 1934 : Beau Bashful
- 1934 : Good Time Henry
- 1934 : Pleasing Grandpa
- 1934 : Financial Jitters
- 1934 : Sterling's Rival Romeo
- 1934 : Henry's Social Splash
- 1935 : Father Knows Best
- 1935 : There Ain't No Justice
- 1935 : Bons pour le service (Bonnie Scotland)
- 1937 : Laurel et Hardy au Far-West (Way Out West)
- 1938 : Home on the Rage
- 1940 : The Green Archer

### Comme acteur
- 1913 : Perils of the Sea
- 1913 : The Cheyenne Massacre
- 1913 : The Poet and the Soldier
- 1913 : On the Brink of Ruin
- 1913 : The Invaders
- 1914 : The Imp Abroad
- 1914 : The Invisible Power : Piano player
- 1914 : The Smugglers of Lone Isle
- 1915 : The Girl Detective : (Episode #1)
- 1915 : The Affair of the Deserted House : Blaney, his confederate
- 1915 : The False Clue
- 1915 : The Pitfall
- 1915 : Stingaree : Oswald
- 1931 : Les Deux Légionnaires (Beau Hunks) : Chief of the Riff Raff